# Heterothrips analis
Heterothrips analis är en insektsart som beskrevs av Ian A. Hood 1915. Heterothrips analis ingår i släktet Heterothrips och familjen Heterothripidae. Inga underarter finns listade i Catalogue of Life.